# Joaquín Quílez
Joaquín Quílez (Samper de Calanda, província de Terol, 1799 - Muniesa, Terol, 1837) va ser un oficial carlista aragonès, que va combatre en la Primera Guerra Carlista (1833-1840).
Quílez era oficial de la Guàrdia Reial de Cavalleria. L'any 1833 va ser dels primers caps militars aragonesos que es van aixecar a favor del pretendent Carles V, el que va comportar que fòra separat de l'exèrcit espanyol.
Es va integrar a les partides de Ramon Cabrera, on va ostentar el grau d'oficial de cavalleria de l'exèrcit carlista. Va participar en diverses batalles, com la de Bañon o la de Fortanete.
Va morir a causa de les ferides sofertes a la batalla de Villar de los Navarros.